# Théâtre des Blancs-Manteaux
Les Blancs-Manteaux ou théâtre les Blancs-Manteaux était une salle de spectacle, proche du café-théâtre et du cabaret, située 15 rue des Blancs-Manteaux dans le 4e arrondissement de Paris, qui a fonctionné de 1972 à 2024.

## Historique
En 1970, un entrepreneur et ex-plâtrier, René Liotaud, rachète l'immeuble à l’angle de la rue Aubriot et de la rue des Blancs-Manteaux. Le bâtiment est en mauvais état mais il est rapidement rénové. Un certain nombre d’appartements sont vendus, le rez-de-chaussée est transformé en restaurant et la cave en bar-discothèque, le Nino' Club. Le lieu est ouvert au public en 1972. L’emplacement est idéal, au cœur du Marais, quartier loin de sa notoriété actuelle et à la valeur immobilière très basse. On y trouve déjà de nombreux cafés et restaurants mais aucune salle de spectacle. L’arrivée de Liotaud et l’ouverture de La Pizza du Marais (premier nom de la salle) est rapidement suivi par l’ouverture de plusieurs salles : le théâtre Essaïon, La Veuve Pichard (aujourd’hui Point-Virgule), la Mama du Marais, etc.
Cependant, si le restaurant fonctionne assez bien le midi, le bar de la cave n’attire pas les foules. Liotaud décide donc en 1973 de le remplacer par une salle de spectacle et confie sa gestion à Lucien Gibara, personnage haut en couleur et déjà bien aguerri dans le milieu théâtral. Gibarra restera un peu plus de trois ans à la direction artistique.
En 1975 il coupe le bar, transforme la salle de restaurant en seconde salle de spectacle  et fait notamment changer de nom le lieu sur les conseils de José Artur qui lui dit « Tu ne peux pas faire venir des artistes dans un lieu qui s’appelle “La Pizza du Marais” ! c'est un théâtre désormais! - Mais comment veux-tu que je l'appelle ?, lui répond Gibara. - Tu es rue des Blancs-Manteaux, appelle-le “théâtre des Blancs-Manteaux”».
Sous la houlette de Gibara se produisent au café-théâtre Les Blancs-Manteaux de jeunes artistes à la carrière prometteuse : Jacques Higelin, Patrick Font et Philippe Val, Pierre et Marc Jolivet, Jacques Villeret, Bernard Lavilliers, Marianne Sergent, Pit et Rik. Les 3 Jeannes y créent en 1976 leur spectacle  Je te le dis, Jeanne, c’est pas une vie, la vie qu’on vit qui tiendra l'affiche durant plus de sept ans.
En 1975, Renaud occupe régulièrement la scène de la « Zappi », comme l’appellent ses habitués, où l'on retrouve Julien Clerc et Maxime Le Forestier au bar après ses concerts. On le trouve aussi quelquefois derrière le bar histoire d’arrondir les fins de mois difficiles. Gibara dit à l’époque: « Je programme ce que j’aime et le public semble presque toujours me faire confiance. » Il quitte cependant les Blancs-Manteaux en 1977.
Jean-Luc Guérin, ancien gérant du restaurant « La Cour des Miracles » particulièrement fréquenté par les artistes de l’époque, lui succède. Certaines pièces du règne de Gibara continuent à se jouer sous la direction de Guérin, mais il va découvrir lui aussi un grand nombre de nouveaux talents. Le succès est là et surtout il se déploie hors des murs parisiens. S’il réussit le pari de fidéliser son public, Guérin peut également se targuer de faire tourner ses découvertes : Festival de café-théâtre à Trouville en 1977, représentation de La Tour Infernesle en Belgique et en Picardie, et de nombreux galas et autres manifestations un peu partout en France.
En 1979, René Liotaud, resté depuis le début propriétaire des murs, se remet à la programmation et récupère le bail de gérance. Il reste à la tête des Blancs-Manteaux durant vingt ans, entre 1979 et 1998. N’ayant pas autant de flair que ses prédécesseurs, il est conseillé par divers collaborateurs, notamment Monique Abès, Marc Pracca, Étienne Desbordes et José Paul. Durant cette longue période, certaines pièces s’installent pour près de dix ans aux Blancs-Manteaux. Areu = MC2 de Gérard Hernandez et Marc Moro, y est jouée en continu de 1978 à 1989. Les Démones Loulou avec les sœurs Higonet (dont fait partie Marianne James) reste à l’affiche de 1982 à 1987, tandis que Les Sacrés Monstres de José Paul et Alain Goison reste six ans entre 1983 et 1989. Le spectacle de Pit et Rik, Il était la Belgique une fois, permet au fameux duo d'intégrer l'émission télévisée Cocoricocoboy en 1984.
De très nombreux spectacles vont être créés sous le règne de René Liotaud et sa nouvelle femme Irène. La qualité est là, le succès également. Des artistes comme Catherine Allégret, Jean-Pierre Leroux, Michèle Laroque, Sabine Paturel, Laurent Spielvogel, Anne Roumanoff, Virginie Lemoine, Jean-François Derec, Gilles Détroit, Jean Christophe Le Texier (dit Tex), se succèdent.
Irène et René Liotaud abandonnent la direction des Blancs-Manteaux en 1998 et laissent la gérance à deux femmes, Magali Clavel-Lugan et Fabienne Goudeau. Surnommées « les filles » dans le milieu, elles mettent en place une gestion familiale du théâtre. Elles programment des artistes comme Jean-Luc Lemoine en 2001, Fabrice Eboué en 2004, Patrik Cottet-Moine, Isabeau de R., Oldelaf et Monsieur D, Camille et Arnaud Tsamère en 2005, etc.
En 2008, Frédéric Cagnache rachète le lieu et en prend la direction et programme des nouveaux talents comme Caroline Vigneaux (Il était une fée , Caroline Vigneaux quitte la robe), Olivier de Benoist, Arnaud Cosson, Les Blonds and Blond & Blond, Alex Ramirès, Gérémy Crédeville, la pièce Sacré Mariage de Franck Monsigny (qui jouait Lulu dans la pièce à succès « Les Parents viennent de mars… Les enfants du Mc Do ! ») où l'on a pu découvrir dans le rôle du père Pater : Jérôme Bénilouz alias Monsieur Lidl (Allo Patron ?), également des artistes francophones comme Marc Boilard.

## Le lieu
Le théâtre des Blancs-Manteaux possède deux salles, dont l'une en sous-sol. La première, la salle Jacques-Higelin, a une capacité de 80 places, tandis que la seconde, la salle Michèle-Laroque, peut accueillir 60 personnes. Autrefois baptisées salles 1 et 2 (1978), elles ont été renommés en 2007 à l'occasion des 35 ans du théâtre.
Un bar d'accueil, dont l'entrée se situe sur la rue Aubriot, permet aux spectateurs et aux artistes de se rencontrer avant ou après les représentations.
Les locaux administratifs se trouvent dans la rue des Blancs-Manteaux, séparés du théâtre lui-même par la porte du nº15.

## Directions
- 1972-1977 : René Liotaud et Lucien Gibara

- 1977-1979 : Jean-Luc Guérin
- 1979-1998 : Irène et René Liotaud
- 1998-2008 : Magali Clavel-Lugan et Fabienne Goudeau

- 2008-2024 : Frédéric Cagnache

## Fermeture
Le 20 août 2024, la presse annonce la fermeture définitive du théâtre en raison de difficultés financières.